# Валпасуш
Валпа́суш (порт. Valpaços; [vaɫ'pasuʃ]) — город в Португалии, центр одноимённого муниципалитета в составе округа Вила-Реал. По старому административному делению входил в провинцию Траз-уж-Монтиш и Алту-Дору. Входит в экономико-статистический субрегион Алту-Траз-уж-Монтиш, который входит в Северный регион. Численность населения — 4,5 тыс. жителей (город), 19,5 тыс. жителей (муниципалитет) на 2001 год. Занимает площадь 553 км².
Покровительницей города считается Дева Мария (порт. Nossa Senhora da Saúde).
Праздник города — 6 ноября.

## Расположение
Город расположен в 48 км на северо-восток от адм. центра округа города Вила-Реал.
Муниципалитет граничит:
- на востоке — муниципалитет Виньяйш, Мирандела
- на юге — муниципалитет Мурса
- на западе — муниципалитет Вила-Пока-де-Агиар
- на северо-западе — муниципалитет Шавеш

## История
Город основан в 1836 году.

## Население
| Численность населения муниципалитета по годам | Численность населения муниципалитета по годам | Численность населения муниципалитета по годам | Численность населения муниципалитета по годам | Численность населения муниципалитета по годам | Численность населения муниципалитета по годам | Численность населения муниципалитета по годам | Численность населения муниципалитета по годам |
| --------------------------------------------- | --------------------------------------------- | --------------------------------------------- | --------------------------------------------- | --------------------------------------------- | --------------------------------------------- | --------------------------------------------- | --------------------------------------------- |
| 1849                                          | 1900                                          | 1930                                          | 1960                                          | 1981                                          | 1991                                          | 2001                                          | 2004                                          |
| 7437                                          | 25 179                                        | 26 050                                        | 33 984                                        | 26 066                                        | 22 586                                        | 19 512                                        | 19 154                                        |

## Состав муниципалитета
В муниципалитет входят следующие районы:
1. Алжериш
2. Алварельюш
3. Баррейруш
4. Босоайнш
5. Канавезеш
6. Карразеду-де-Монтенегру
7. Курруш
8. Эрвойнш
9. Фиайнш
10. Форнуш-ду-Пиньял
11. Фриойнш
12. Лебусан
13. Нозелуш
14. Падрела-и-Тазен
15. Поссакуш
16. Риу-Торту
17. Санфинш
18. Санта-Мария-де-Эмереш
19. Санта-Валья
20. Сантьягу-да-Рибейра-де-Альяриш
21. Серапикуш
22. Сонин
23. Сан-Жуан-да-Корвейра
24. Сан-Педру-де-Вейга-де-Лила
25. Тиньела
26. Валеш
27. Валпасуш
28. Вассал
29. Вейга-де-Лила
30. Виларанделу
31. Агуа-Ревеш-и-Крашту